# Ruine Schülzburg
Die Ruine Schülzburg ist die Ruine einer Höhenburg auf 616 m ü. NN südöstlich der Ortschaft Anhausen, einem Ortsteil der Stadt Hayingen im Landkreis Reutlingen.

## Geschichte
Eindeutige Beweise dafür, dass bereits Mitte des 12. Jahrhunderts eine von den Grafen von Warstein erbaute Burg existierte, fehlen bisher. 1329 erhielt der Ritter Ernst Walter von Stadion das Gebiet im Tausch vom Zisterzienser-Kloster Salem. Kurz danach ließ er die heutige Burg erbauen.
1362 trug Eitel von Stadion die Burg dem Herzog Rudolf III. von Österreich (1358–1365) zu Lehen auf. In der Folge scheint die Burg wohl als Lehen an die Herren von Freyberg gekommen zu sein, denn 1374 verzichteten die Herren von Freyberg auf die Burg zugunsten der Grafen Eberhard II. und Ulrich IV. von Württemberg.
1409 wurde die Burg von Eberhard III. von Württemberg an den Grafen Konrad von Kirchberg verpfändet. 1452 ging die Pfandschaft, die ab 1466 als württembergisches Lehen bezeichnet wird, auf die Herren von Speth über. Hans Reinhard II. von Speth ließ 1605 vor der mittelalterlichen Burg das „neue“ Schloss errichten.
Am 14. Februar 1884 wurde die gesamte Anlage durch einen Brand zerstört. Ein Wiederaufbau unterblieb. Zwischen 1984 und 1987 wurden umfangreiche Sicherungsarbeiten durchgeführt.

Von der mittelalterlichen Höhenburg sind heute noch umfangreiche Ruinen, insbesondere der Palas vorhanden. Vorhanden sind ferner die Ruinen des östlich vor der mittelalterlichen Burg erbauten Renaissanceschlosses.

## Bilder

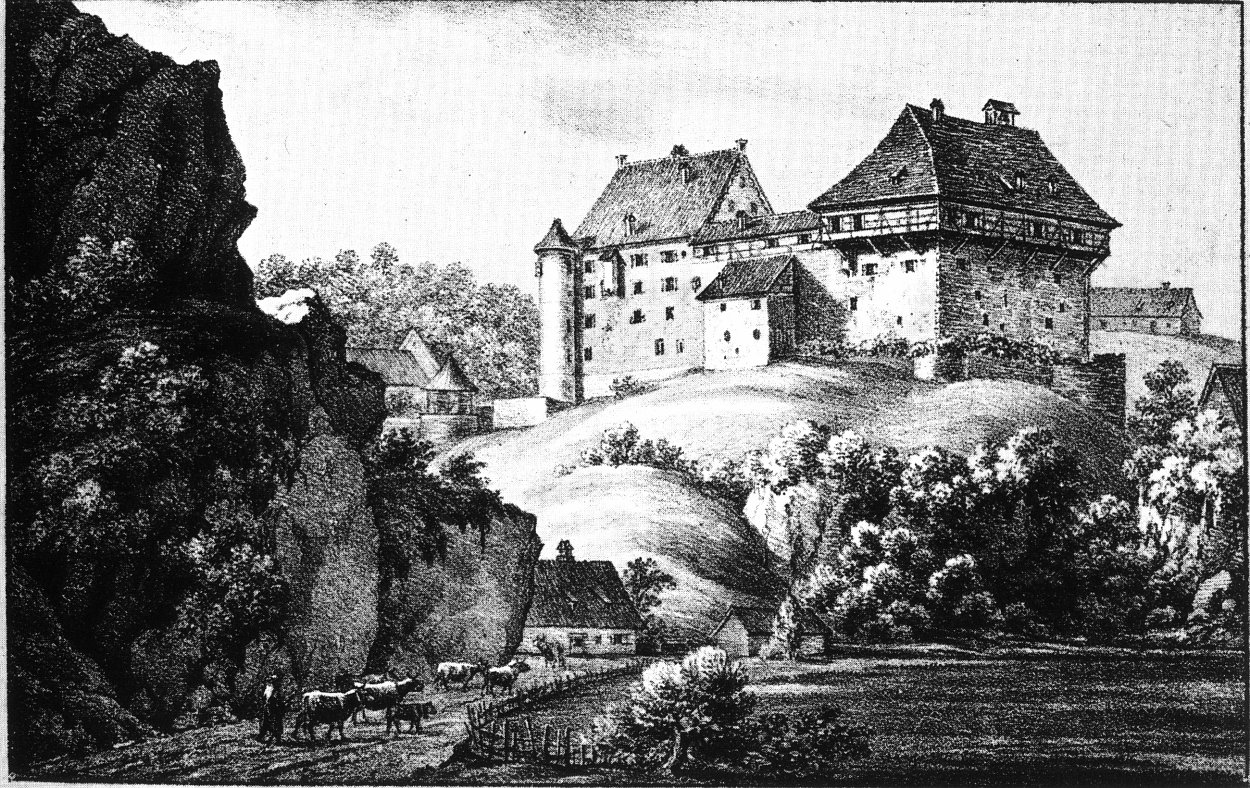
Die Schülzburg vor dem Brand (1825)
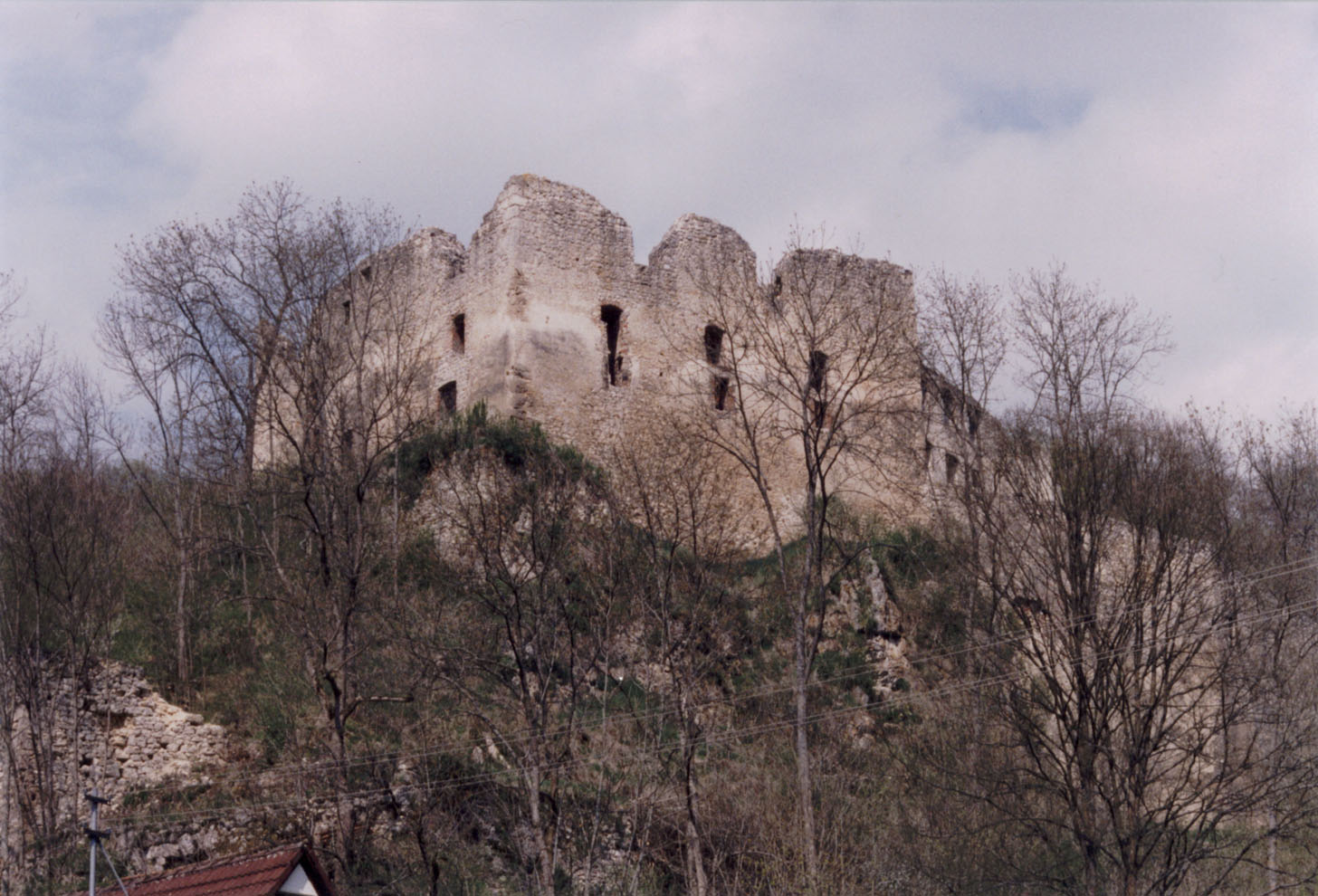
Palas der mittelalterlichen Burg, 1996
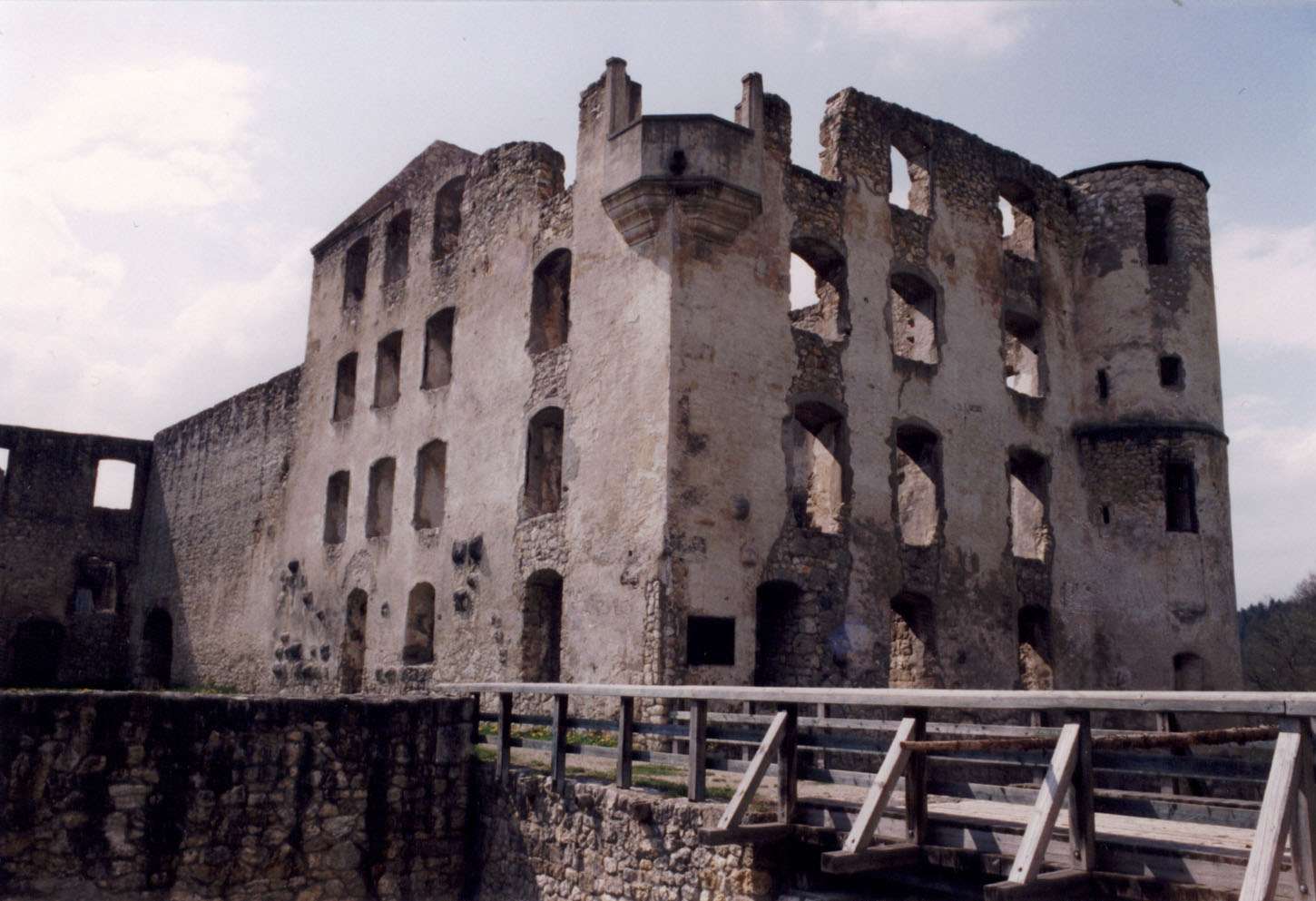
Das „neue“ Schloss. 1996
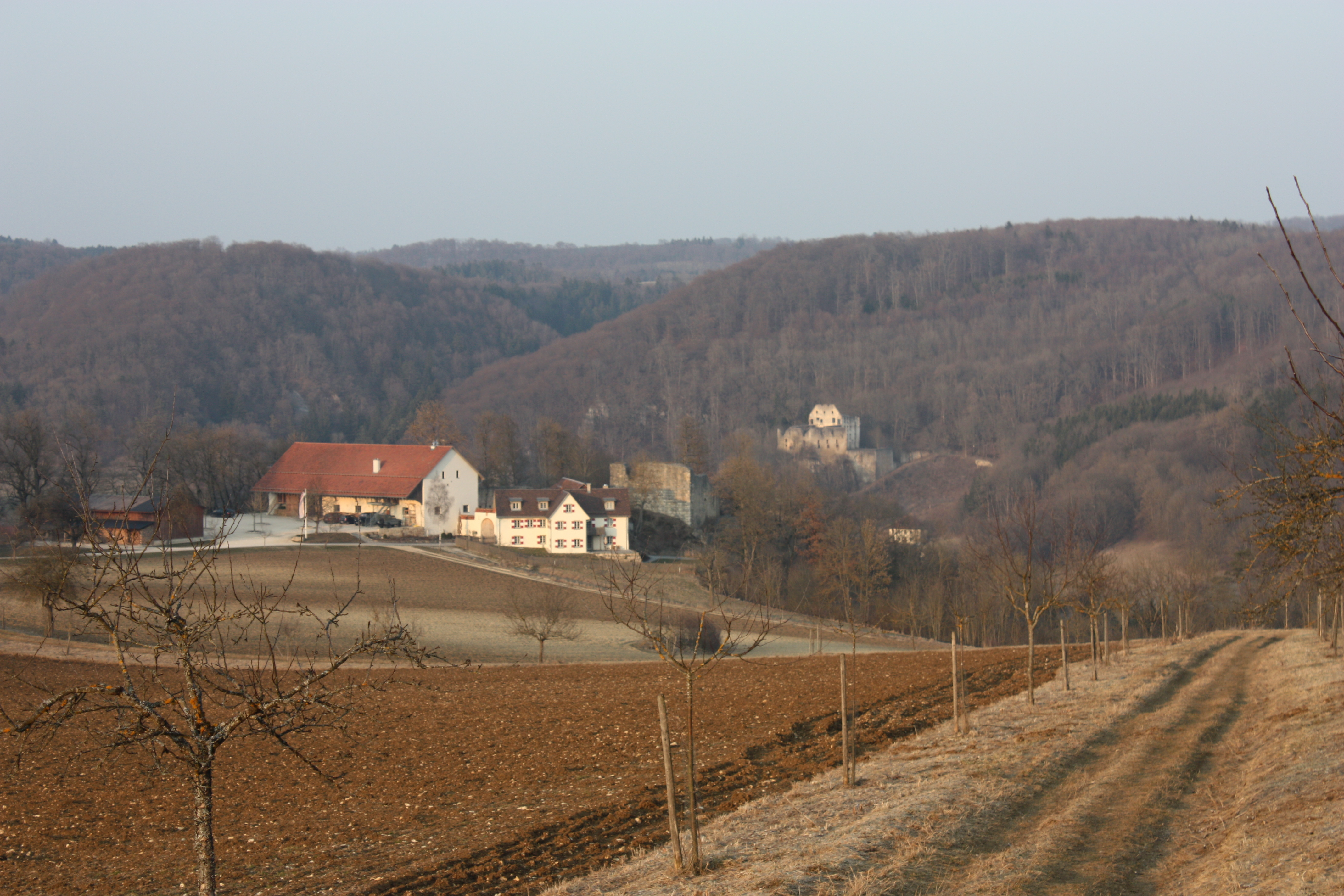
Im Vordergrund Ruine Maisenburg mit dem erhaltenen Gutsteil, im Hintergrund Ruine Schülzburg